# Ascalapha odorata

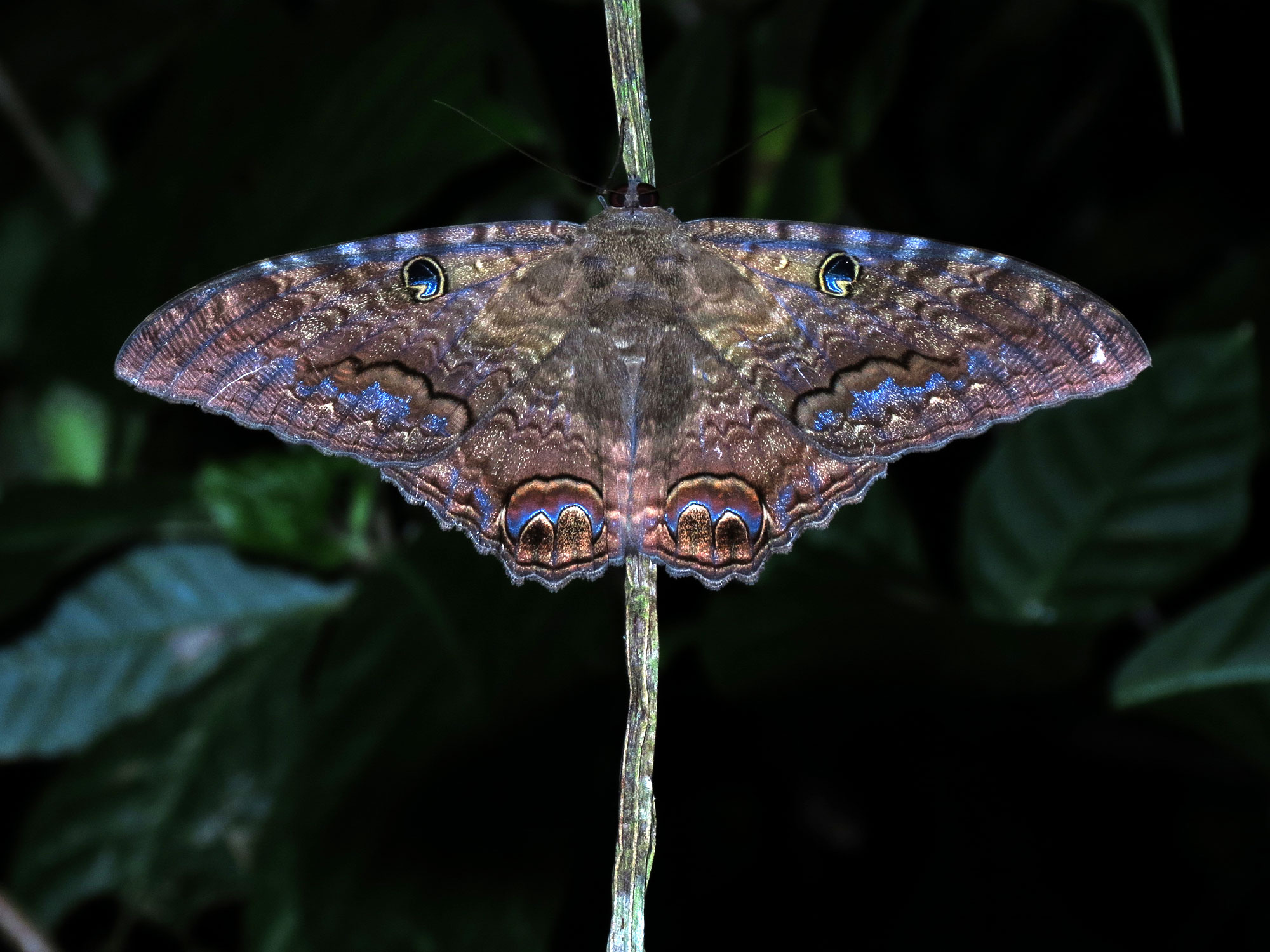
Männchen

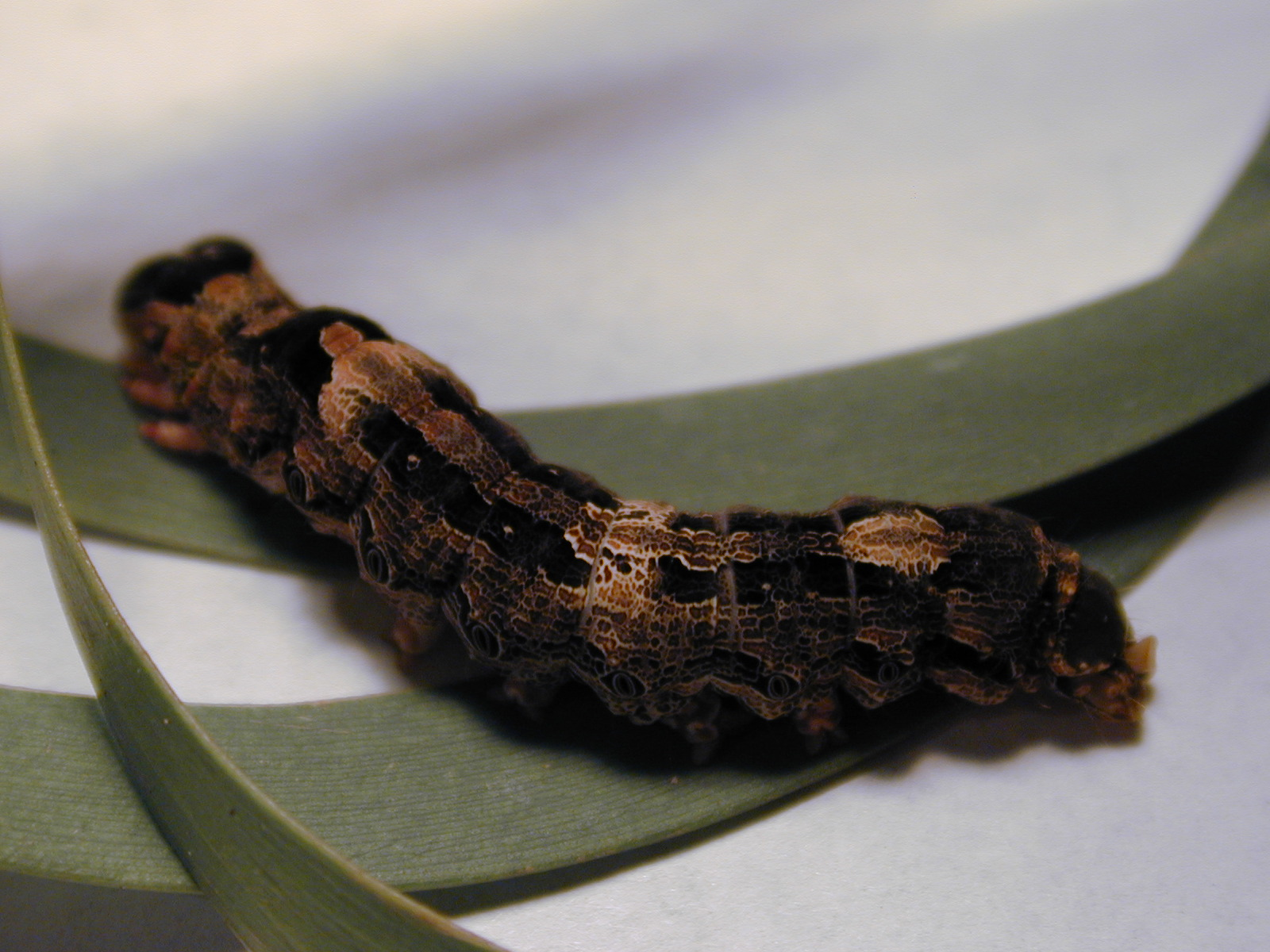
Raupe

Ascalapha odorata, zuweilen auch als Schwarze Hexe bezeichnet, ist ein in Nord-, Mittel- und Südamerika vorkommender Schmetterling (Nachtfalter) aus der Familie der Eulenfalter (Noctuidae).

## Merkmale

### Falter
Mit einer durchschnittlichen Flügelspannweite zwischen 100 und 165 Millimetern handelt es sich um sehr große Falter, die zuweilen fledermausartig wirken. Die Grundfarbe der Flügeloberseiten von Ascalapha odorata ist dunkelbraun. Auf der Oberfläche sämtlicher Flügel ist eine leichte graubraune bis braunviolette Marmorierung erkennbar. Arttypisch ist die große, im Unterteil violett gekernte Nierenmakel. Nahe dem Analwinkel befinden sich zwei längliche Augenflecke, die die Falter unverwechselbar machen. Zwischen den Geschlechtern besteht ein leichter Sexualdimorphismus, da sich ausschließlich bei den Weibchen eine doppelte, stark gezackte weißliche Querlinie über die Vorder- und Hinterflügel erstreckt. Die Flügelunterseiten sind zeichnungslos hell rötlich braun abgestuft.

### Raupe
Ausgewachsene Raupen haben eine schwarzbraune Grundfarbe, von der sich einige große ockerfarbene Flecke im Rückenbereich sowie kleinere an den Seiten abheben.

## Vorkommen, Lebensraum und Wanderverhalten
Die Art kommt in dichten Wäldern in Nord-, Mittel- und Südamerika einschließlich der Inseln in der Karibik sowie auf Hawaii verbreitet vor. Zuweilen wird sie selbst in Europa gefunden. Es ist denkbar, dass die Falter aufgrund günstiger Wetterlagen mit starken Stürmen über den Atlantik geweht werden. Nicht auszuschließen ist aber auch, dass alle Nachweise in Europa auf Einschleppungen zurückgehen. Ab Ende Mai wurden Wanderbewegungen aus Mexiko Richtung Norden beobachtet und selbst in Alaska wurden einzelne Exemplare nachgewiesen. Ob es sich dabei um die Arealerweiterung eines zur Sammelgruppe (Dismigranten) der Wanderfalter handelt, muss noch näher erforscht werden. Ebenso, ob eine Rückwanderung stattfindet. Eine bemerkenswerte Beobachtung erfolgte im Jahr 2003: Der Hurrikan Claudette tangierte während seines Zuges durch die Karibik und den Golf von Mexiko die Kleinen Antillen, den Süden Jamaikas sowie den nördlichen Teil der Halbinsel Yucatan und erreichte bei Port O’Connor das texanische Festland. Unmittelbar nach Durchzug des Hurrikans wurden Hunderte von Faltern von Ascalapha odorata beobachtet, die in großer Anzahl über das noch raue Meer und den Strand flogen sowie an Hauswänden, Balkonen und diversen weiteren Stellen saßen. Es hat den Anschein, dass die Falter kräftige Winde bis zur Stärke eines Hurrikans als energiesparendes Transportmittel zur Erschließung neuer Habitate nutzen. Weitere Forschungen sind diesbezüglich erforderlich.

## Lebensweise
Die Hauptflugzeit der nachtaktiven Falter fällt in die Monate Juni bis Oktober. In den südlichen Regionen bilden sie eine polyvoltine Generationsfolge. Sie saugen gerne an überreifen Früchten, Baumsäften oder Ködern und erscheinen auch an künstlichen Lichtquellen. Die Raupen ernähren sich in erster Linie von den Blättern von Hülsenfrüchtlern (Fabaceae). Zu den weiteren Nahrungspflanzen zählen Maulbeergewächse (Moraceae) und Sumachgewächse (Anacardiaceae).

## Mythologie, Symbolik, Kultur
In vielen Kulturen wird Ascalapha odorata eine starke Symbolkraft zugeschrieben und es ranken sich zahlreiche Legenden um die Tiere:
- So gilt beispielsweise in Mexiko die Mär, dass das Erscheinen eines Falters im Haus eines kranken Menschen, dessen baldigen Tod zur Folge haben wird.
- In einigen Teilen Mexikos ist das Gerücht verbreitet, dass beim Überfliegen des menschlichen Kopfes, mit dem Verlust der Haare zu rechnen ist.
- Auf Jamaika wird der Falter als die Verkörperung einer verlorenen Seele angesehen, die mit bösen Geistern verbunden ist, um den Leuten zu schaden.
- Auf Kuba betrachten es abergläubischen Menschen als schlechtes Omen, wenn die Falter in den Häusern erscheinen.[1]
- Auf Hawaii ist der Glaube verbreitet, dass ein Falter mit der Seele eines gerade Verstorbenen ins Jenseits fliegt und den Hinterbliebenen noch einen Abschiedsgruß sendet.
- Auf den Bahamas hingegen besagt eine Legende, dass, wenn der Falter auf einer Person landet, diese bald zu viel Geld kommen wird.
- In Texas schließlich wird sein Erscheinen an der Haustür als Botschaft für den bevorstehenden Gewinn in einer Lotterie gedeutet.

## Trivia
Im Roman Das Schweigen der Lämmer finden sich die Puppen von Ascalapha odorata in den Mündern der Opfer eines Serienmörders.
In der Krimiserie Miss Scarlet and The Duke, Episode 2 finden sich die Puppen von Ascalapha odorata in den Mündern der Opfer eines Serienmörders.